# Cowichan Valley
Cowichan Valley ist eine Region rund um den Cowichan River, die Cowichan Bay und den Cowichan Lake auf Vancouver Island, in British Columbia, Kanada. Es gibt einen öffentlichen Diskurs über den Ursprung des Namens „Cowichan“ für die verschiedenen geographischen Bezeichnungen sowie für die beiden heutigen First Nations – die Cowichan Tribes (Nachfahren von sieben Bands: den Kwa'mutsun (Quamichan), Lhumlumluts' (Clem Clemluts), Qw'umiyiqun (Comiekan), S-amuna’ (Somena), Tl'ulpalus (Kilpalus), Xinupsum (Khenipsen) und Xwulqw'selu (Koksilah)) und die Lake Cowichan. Zumeist wird der Ursprung auf eine Anglisierung von Quw'utsun / Quq'tsun ("von der Sonne gewärmtes Land" bzw. "Warmes Land") aus dem "Hul'qumi'num (Island)"-Dialekt des Halkomelem (einer Sprache der Küsten-Salish) abgeleitet – manchmal wird jedoch auch die Hul'qumi'num-Bezeichnung für den Mount Tzuhalem als Shkewétsen ("warmer Rücken", oder plastischer "sich auf seiner Seite in der Sonne aalen") angegeben. Daher waren die dort ansässigen sprachlich-ethnisch eng verwandten – jedoch eigenständigen Gruppen (in Kanada meist Bands genannt) – als Quw’utsun Mustimuhw / Quw’utsun Hwulmuhw ("Volk des warmen Landes") bzw. später im Englischen als "Cowichan" bekannt; auf die benachbarten entlang des gleichnamigen Sees lebenden "Lake Cowichan", die jedoch eine Dialektvariante der Diditaht-Sprache (einer Südlichen Wakashan-Sprache die auch von Ditidaht und Pacheedaht gesprochen wurde) sprachen, wurde ebenfalls die Bezeichnung übertragen, jedoch nennen diese sich Ts'uubaa-asatx ("Volk entlang des Sees, d. h. des Cowichan Lakes")
Unter den Gemeinden, die innerhalb der gegenwärtigen Wasserscheide Cowichan River/Cowichan Bay liegen, befinden sich Duncan, Lake Cowichan, Cowichan Bay, Cowichan Station und Maple Bay. Andere nahe gelegene Gemeinden gehören hauptsächlich zum Cowichan Valley Regional District. Crofton und Chemainus, befinden sich inmitten des Chemainus River Valleys, während Cobble Hill, Shawnigan Lake, Mill Bay, und Ladysmith sich auf der Küstenebene befinden, die auch die beiden Flussdeltas des Cowichan Rivers und des Chemainus Rivers umfasst.
Das Cowichan Valley ist Standort einer wachsenden Anzahl von Weinbergen und Weingütern. Dazu gehören die Cherry Point Vineyards, Blue Grouse, Glenterra, Vigneti Zanatta, Venturi-Schulze und Averill Creek. Aufgrund der warmen und trockenen Sommer sowie der feuchten und milden Winter, gehört die Gegend zum einzigen Teil Kanadas mit einem Mittelmeerklima, das für viele Rebsorten gute Wachstumsbedingungen ermöglicht.
Der Trans Canada Trail verläuft durch das Tal, so dass sich zahlreiche Möglichkeiten für Wanderer eröffnen. Am 7. Januar 2010 wurde eine Mess-Station installiert, die die Luftqualität überwachen soll.